# Purpuricenus optabilis
Purpuricenus optabilis är en skalbaggsart som beskrevs av Holzschuh 1984. Purpuricenus optabilis ingår i släktet Purpuricenus och familjen långhorningar.
Artens utbredningsområde är Nepal. Inga underarter finns listade i Catalogue of Life.